# Bandmarkgök
Bandmarkgök (Neomorphus radiolosus) är en starkt utrotningshotad sydamerikansk fågel i familjen gökar.

## Utseende
Bandmarkgöken är en stor (46 cm), skogslevande gök som liksom namnet avslöjar tillbringar mycket tid på marken. Ovansidan är kraftigt sotfärgad, undersidan gul, liksom näbben. Runt ögat syns en stor blå bar fläck. På huvudet syns även en svartaktig, glansig huvudtofs. Den är svart även på ryggen och undersidan, men täckt av beigevita fjäll eller band. På vingarna och nedre delen av ryggen är den kastanjebrun. Den långa stjärten är grönglänsande svart. Liknande rostbukig markgök är bronsbrun ovan och på stjärten med grönglänsande vingar och ett brutet, svart bröstband.

## Läte
Lätet är ett djupt, upprepat "moo", likt en råmande ko eller en duva. Även högljudda näbbklappringar hörs.

## Utbredning och status
Fågeln förekommer i det fuktiga låglandet i sydvästra Colombia och nordvästra Ecuador. IUCN kategoriserar arten som sårbar.